# SO(10)
SO(10) ist in der theoretischen Physik eine Große vereinheitlichte Theorie. SO(10) fasst das Georgi-Glashow-Modell mit der {\displaystyle 24}-dimensionalen speziellen unitäre Gruppe {\displaystyle \operatorname {SU} (5)} als Eichgruppe und das Pati-Salam-Modell mit der {\displaystyle 21}-dimensionale Lie-Gruppe {\displaystyle \operatorname {SU} (4)\times \operatorname {SU} (2)\times \operatorname {SU} (2)} als Eichgruppe in einer größeren Theorie mit der {\displaystyle 45}-dimensionalen speziellen orthogonalen Gruppe {\displaystyle \operatorname {SO} (10)} als Eichgruppe zusammen.

## Eichgruppe
Es gibt eine kanonische Einbettung {\displaystyle \operatorname {SU} (5)\hookrightarrow \operatorname {SO} (10)} aus der Eichgruppe des Georgi-Glashow-Modells und eine kanonische Abbildung {\displaystyle \operatorname {SU} (4)\times \operatorname {SU} (2)_{\mathrm {L} }\times \operatorname {SU} (2)_{\mathrm {R} }\cong \operatorname {Spin} (6)\times \operatorname {Spin} (4)\rightarrow \operatorname {Spin} (10)\twoheadrightarrow \operatorname {SO} (10)} aus der Eichgruppe des Pati-Salam-Modells. Tatsächlich faktorisiert auch die vordere Einbettung über die Spin-Gruppe {\displaystyle \operatorname {Spin} (10)}. Es gibt sogar ganz allgemein eine Einbettung {\displaystyle \operatorname {SU} (n)\hookrightarrow \operatorname {SO} (2n)} und diese faktorisiert über die doppelte Überlagerung {\displaystyle \operatorname {Spin} (2n)\twoheadrightarrow \operatorname {SO} (2n)}, also hebt sich zu einer Abbildung {\displaystyle \operatorname {SU} (n)\twoheadrightarrow \operatorname {Spin} (2n)}. Solche Hebungen existieren, wenn die erste und zweite Stiefel-Whitney-Klasse verschwinden, also die Kompositionen {\displaystyle \operatorname {SU} (n)\hookrightarrow \operatorname {SO} (2n)\xrightarrow {w_{1}} K(\mathbb {Z} _{2},1)} und {\displaystyle \operatorname {SU} (n)\hookrightarrow \operatorname {SO} (2n)\xrightarrow {w_{2}} K(\mathbb {Z} _{2},2)} in die entsprechenden Eilenberg-MacLane-Räume nullhomotop sind. Im hinteren Fall ergibt sich die zweite Stiefel-Whitney-Klasse als Reduktion der ersten Chern-Klasse, also durch die homotope Komposition {\displaystyle \operatorname {SU} (n)\xrightarrow {c_{1}} K(\mathbb {Z} ,2)\xrightarrow {\operatorname {mod} 2} K(\mathbb {Z} _{2},2)}. Beides ist tatsächlich garantiert, da die speziellen Gruppen verwendet werden, denn beide Abbildungen faktorisieren über die Determinanten {\displaystyle \det \colon \operatorname {SO} (2n)\rightarrow \{1\}} und {\displaystyle \det \colon \operatorname {SU} (n)\rightarrow \{1\}}. Anders ausgedrückt erhält das reelle Determinantenbündel die erste Stiefel-Whitney-Klasse und das komplexe Determinantenbündel die erste Chern-Klasse. Als Folge sind tauchen statt der speziell orthogonalen Gruppen auch die Spin-Gruppen in großen vereinheitlichen Theorien auf, insbesondere neben {\displaystyle \operatorname {Spin} (10)} auch {\displaystyle \operatorname {Spin} (11)} und {\displaystyle \operatorname {Spin} (12)}. Als Untergruppen von {\displaystyle \operatorname {Spin} (10)} oder {\displaystyle \operatorname {SO} (10)} gilt zudem:
{\displaystyle (\operatorname {SU} (3)_{\mathrm {C} }\times \operatorname {SU} (2)_{\mathrm {L} }\times \operatorname {U} (1)_{\mathrm {Y} })/\mathbb {Z} _{6}\cong \operatorname {SU} (5)\cap (\operatorname {Spin} (4)\times \operatorname {Spin} (6))/\mathbb {Z} _{2};}
{\displaystyle (\operatorname {SU} (3)_{\mathrm {C} }\times \operatorname {SU} (2)_{\mathrm {L} }\times \operatorname {U} (1)_{\mathrm {Y} })/\mathbb {Z} _{6}\cong \operatorname {SU} (5)\cap (\operatorname {SO} (4)\times \operatorname {SO} (6)).}
Dabei steht C für die Farbladung (englisch color), L für „links“ und Y für die Hyperladung. (Für die Erklärung von {\displaystyle \mathbb {Z} _{6}} siehe Georgi-Glashow-Modell.)